# Liră israeliană

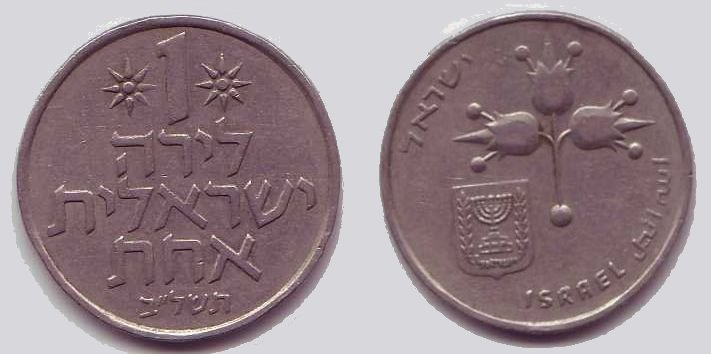
Liră israeliană

Lira israeliană (ebraică לירה ישראלית) a fost unitatea monetară oficială a Israelului în perioada 1948-1980.